# Pyloon (brug)
Een pyloon is een hoge constructie. In de bruggenbouw is een pyloon een grote stalen of betonnen toren bij hang- of tuibruggen, waaraan de staalkabels bevestigd zijn, waaraan de brug hangt. Een pyloon heeft vaak twee poten aan weerszijden van het wegdek (bovenaan en eventueel ook op andere hoogtes met elkaar verbonden), soms alleen één in het midden of twee aan elke kant. Ook bij kabelbanen worden pylonen gebruikt om de kabels te ondersteunen bij langere trajecten. 
De grootte en hoogte van pylonen hangt sterk af van de bouwstijl en de overspanning van de brug. Lange bruggen kunnen meerdere pylonen hebben. Bij grote bruggen steken de pylonen hoog boven de brug uit. De Nový Most in Bratislava heeft zelfs een restaurant in de top van de pyloon.
Pyloon komt van het Griekse puloon: poortgebouw, vestibule. Het is in de oudheid een hoge pilasterachtige constructie die een decoratieve functie heeft, bijvoorbeeld naast een doorgang of brug.